# 홀리루트
홀리루트(Holyroute)는 대한민국의 록 밴드이다.
2011년 루시엘(Luciel)이라는 이름으로 활동하던 김홍욱, 김희성, 정해성이 2012년 3월 '전자베짱이' 강상원, 이석원과 베이시스트 김병석을 영입해 결성됐다. 강상원과 이석원의 탈퇴(전자베짱이로 재분리)로 1기타 체제로 전환되었으며, 밴드 맙스(Mobs)로 활동중이던 보컬 김하중을 영입하며 전체적인 사운드의 변화를 시도했다.

## 앨범
2013년 1월에 싱글 Unchain을 발매하며 데뷔했으며, 같은 해 6월에 싱글 Parfait를 발매했다.

## 수상
제15회 동두천락페스티벌에서 은상을 수상했다.

## 멤버
- 김희성 - 기타
- 정해성 - 드럼/랩
- 김병석 - 베이스
- 김홍욱 - DJ/키보드

## 레이블
첫 싱글앨범 작업을 하면서 유통사를 찾다가 레이블 '리얼뮤직소사이어티'를 설립했다.

## 결성
경복고등학교 밴드 각시탈에서 함께 활동했던 이석원과 정해성이 각자 음악활동을 하던 중 자신들이 이끌던 밴드를 합치며 결성됐다.
밴드이름은 초기 연습실이 위치하고 있던 안양시 성결로의 지역명에서 따왔다.